# Gemma Arterton
Gemma Christina Arterton (Gravesend, Kent, 1986. február 2. –) angol színésznő.
Szerepelt a St. Trinian’s filmsorozatban, A Quantum csendje című James Bond-mozifilmben, valamint A titánok harca és a Perzsia hercege: Az idő homokja című fantasyfilmekben. Jelölték a BAFTA-díjra, a Rising Star kategóriában.

## Fiatalkora
A Kent megyei Gravesendben született, Sally-Anne (née Heap) takarító, és Barry Arterton hegesztőmunkás idősebbik lányaként. Arterton polidaktiliával született. Szülei  ötéves  korában elváltak, egyedülálló anyja nevelte fel testvérével, Hannah Jane-el együtt. Apja 1996-ban újraházasodott. A northfleeti Painters Ash Primary School diákja, majd a gravesendi Mayfield Grammar School lányiskola tanulója volt. Színjátszás kurzusra járt a dartfordi Miskin színházba, és teljes ösztöndíjas hallgatója volt a londoni Royal Academy of Dramatic Art drámaiskolának.

## Pályafutása

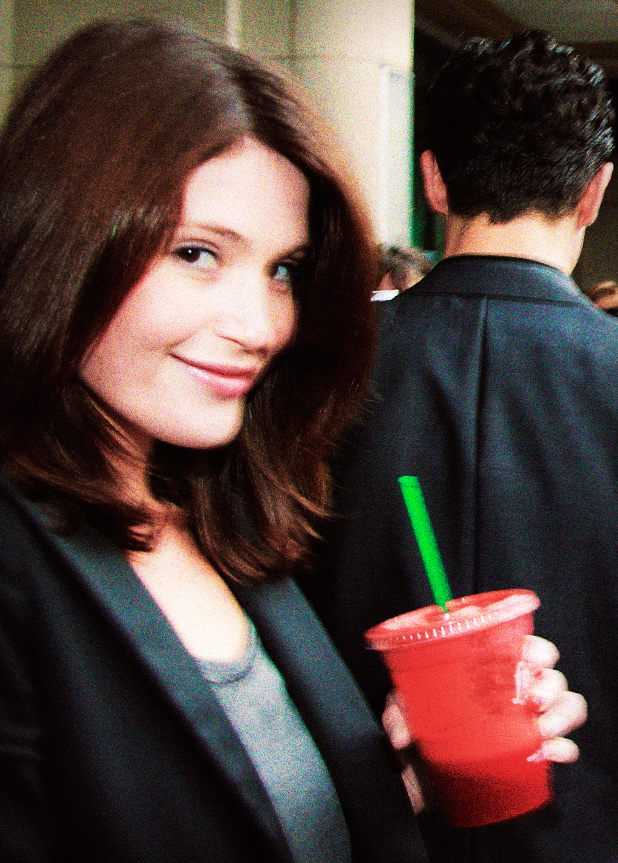
A 2010-es Torontói Nemzetközi Filmfesztiválon

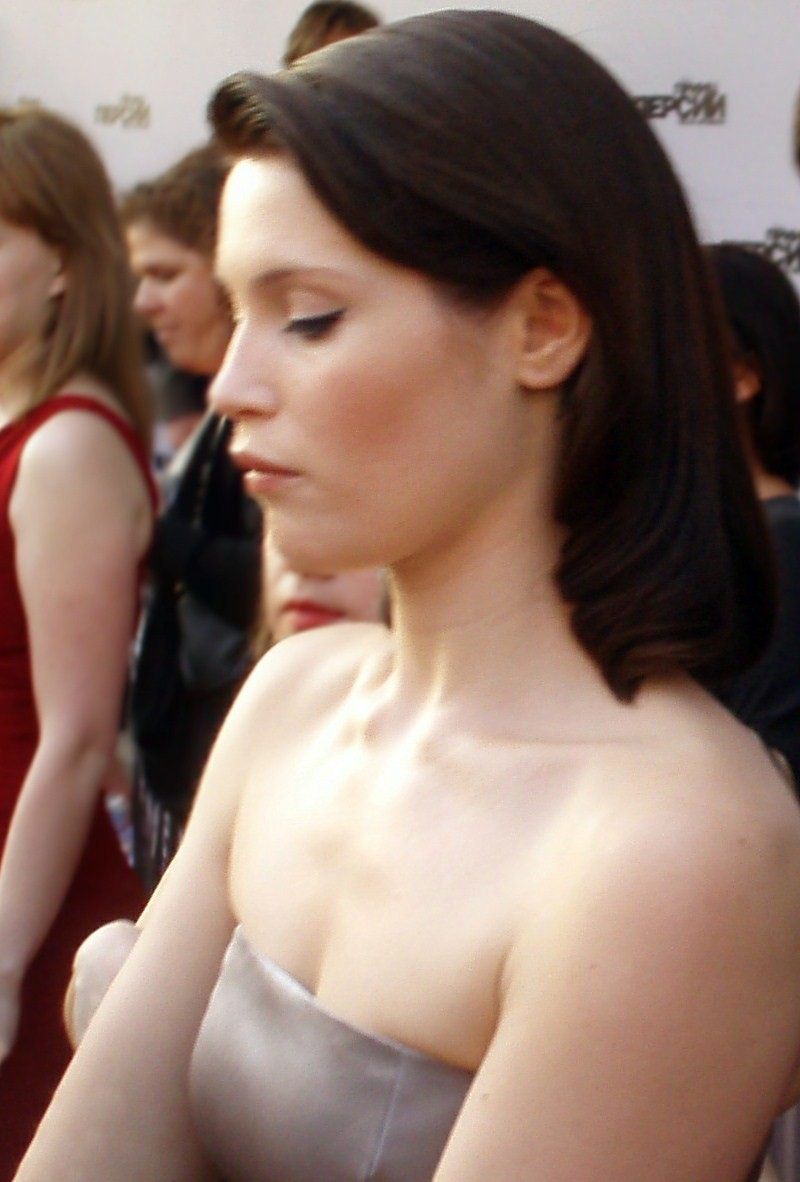
A vörös szőnyegen Moszkvában

Első professzionális szerepe a Stephen Poliakoff rendezte Capturing Mary című BBC televíziós drámában volt. Ez idő alatt még a drámaiskolában tanult. Első színpadi szereplése 2007-ben volt, Rosaline-t játszotta Shakespeare Lóvátett lovagok című komédiájában, a Globe színházban. Ugyanebben az évben befejezte tanulmányait, és debütált első filmjével, a St. Trinian’s – Nem apácazárda című vígjátékkal.
2008-ban Bond-lányként tűnt fel a A Quantum csendje című James Bond filmben. Strawberry Fields ügynök szerepére több mint 1500 jelentkező közül választották ki. Még ebben az évben ő játszotta a címszereplő Tesst a Thomas Hardy azonos című könyvéből készült, Egy tiszta nő című négy részes minisorozatban. Megkapta Elizabeth Bennet szerepét is az ITV csatorna Lost in Austen sorozatában. Legvitatottabb[forrás?] filmje a 2009-es megjelenésű Alice Creed eltűnése volt, melyben az általa megformált szereplőt elrabolják, és több jelenetben meztelenül bántalmazzák.
Ő az arca az Avon Bond Girl 007 parfümjének, amelyet 2008-ban dobtak piacra. Néhány Avon reklám készítése után, Artertont felkérte a Rimmel kozmetikai cég Kate Moss helyére, ám az Avonnal kötött szerződése ezt nem tette lehetővé.
2010-ben debütált a West End-en, a The Little Dog Laughed című színdarab Egyesült Királyságbeli premierjén. Eredetileg ő kapta volna Catherine Earnshaw szerepét az Üvöltő szelek új adaptációjában, azonban később nem vállalta el azt.
2010-ben több filmben is feltűnt: A titánok harca, Perzsia hercege: Az idő homokja és Tamara Drewe. A British Academy of Film and Television Arts 2011-ben kétszer jelölte díjra a Tamara Drewe-ben, és az Alice Creed eltűnésében nyújtott teljesítményéért.
Artertont választották ki Juliska (Gretel) szerepére a Boszorkányvadászok című filmbe, amely a Jancsi és Juliska modern feldolgozása. Gretel karaktere a klasszikusnál valamivel idősebb, aki bátyjával Jancsival (Jeremy Renner) pénzért vadászik boszorkányokra.

## Magánélete
Hat hónapig volt Eduardo Muñoz spanyol lovas párja, kapcsolatuk 2008 decemberében fejeződött be. 2010. június 5-én az andalúziai Zuherosban, egy titkos ceremónián feleségül ment Stefano Catelli értékesítési vezetőhöz. Londonban él.

## Filmográfia

### Film
| Év   | Magyar cím                                      | Eredeti cím                                    | Szerep                  | Magyar hang        |
| ---- | ----------------------------------------------- | ---------------------------------------------- | ----------------------- | ------------------ |
| 2007 | St. Trinian’s – Nem apácazárda                  | St. Trinian's                                  | Kelly Jones             | Vadász Bea         |
| 2008 |                                                 | Three and Out                                  | Frankie Cassidy         |                    |
| 2008 | Spíler                                          | RocknRolla                                     | June                    | Peller Anna        |
| 2008 | A Quantum csendje                               | Quantum of Solace                              | Strawberry Fields       | Huszárik Kata      |
| 2009 | Rockhajó                                        | The Boat That Rocked                           | Desiree, Dave barátnője | Sági Tímea         |
| 2009 | St. Trinian's 2. – A Fritton arany legendája    | St. Trinian's II: The Legend of Fritton's Gold | Kelly Jones             | Vadász Bea         |
| 2009 | Alice Creed eltűnése                            | The Disappearance of Alice Creed               | Alice Creed             |                    |
| 2010 | A titánok harca                                 | Clash of the Titans                            | Ió                      | Bertalan Ágnes     |
| 2010 | Perzsia hercege: Az idő homokja                 | Prince of Persia: The Sands of Time            | Tamina hercegnő         | Pikali Gerda       |
| 2010 | Tamara Drewe                                    | Tamara Drewe                                   | Tamara Drewe            | Pikali Gerda       |
| 2010 | Sammy nagy kalandja – A titkos átjáró           | A Turtle's Tale: Sammy's Adventures Shelly     | Shelly (hangja)         |                    |
| 2012 | Bizánc                                          | Byzantium                                      | Clara Webb              |                    |
| 2012 | Dal Marionnak                                   | Song for Marion                                | Elizabeth               | Huszárik Kata      |
| 2013 | Boszorkányvadászok                              | Hansel and Gretel: Witch Hunters               | Júlia                   | Peller Anna        |
| 2013 | Vakszerencse                                    | Runner Runner                                  | Rebecca Shafran         | Bartsch Kata       |
| 2014 | A hangok                                        | The Voices                                     | Fiona                   | Pikali Gerda       |
| 2014 | Gemma Bovery                                    | Gemma Bovery                                   | Gemma Bovery            |                    |
| 2016 | Kiéhezettek                                     | The Girl with All the Gifts                    | Helen Justineau         | Huszárik Kata      |
| 2016 | Az új kezdet útjai                              | 100 Streets                                    | Emily                   | Szávai Viktória    |
| 2016 | A szerelem története                            | The History of Love                            | Alma Mereminski         |                    |
| 2016 | Orpheline                                       | Orpheline                                      | Tara                    |                    |
| 2016 | A nemzet érdekében                              | Their Finest                                   | Catrin Cole             |                    |
| 2017 |                                                 | National Theatre Live: Saint Joan              | Joan                    |                    |
| 2017 |                                                 | The Escape                                     | Tara                    |                    |
| 2018 | Vita és Virginia: Szerelmünk története          | Vita & Virginia                                | Vita Sackville-West     | Pikali Gerda       |
| 2019 | Gyagyás gyilkosság                              | Murder Mystery                                 | Grace Ballard           | Nádasi Veronika    |
| 2019 | Hogyan lettem befolyásos fiatal csaj            | How to Build a Girl                            | Maria von Trapp         |                    |
| 2019 | Az én Zoém                                      | My Zoe                                         | Laura Fischer           | Gáspár Kata        |
| 2019 | Vakond mester és a királyi meghívás (rövidfilm) | Master Moley                                   | Mona Lisa (hangja)      |                    |
| 2020 |                                                 | StarDog and TurboCat                           | Cassidy (hangja)        |                    |
| 2020 |                                                 | Summerland                                     | Alice Lamb              |                    |
| 2021 | King’s Man: A kezdetek                          | The King's Man                                 | Polly                   | Martinovics Dorina |
| 2022 | Fantasztikus Maurícius                          | The Amazing Maurice                            | Félbarack (hangja)      | Balsai Móni        |
| 2022 | Freegard                                        | Rogue Agent                                    | Alice Archer            | Pikali Gerda       |
| 2023 |                                                 | The Critic                                     | Nina Land               |                    |
| 2024 |                                                 | Buffalo Kids                                   | Eleanor (hangja)        |                    |
| 2025 | Egérfutam                                       | Grand Prix of Europe                           | Edda (hangja)           | Staub Viktória     |

### Televízió
| Év        | Magyar cím              | Eredeti cím               | Szerep             | Megjegyzések                              |
| --------- | ----------------------- | ------------------------- | ------------------ | ----------------------------------------- |
| 2007      | Nyomasztó múlt          | Capturing Mary            | Liza               | tévéfilm                                  |
| 2008      |                         | Lost in Austen            | Elizabeth Bennet   | minisorozat (2 epizód)                    |
| 2008      | Egy tiszta nő           | Tess of the D'Urbervilles | Tess Durbeyfield   | minisorozat (4 epizód)                    |
| 2014      | A kilences szám alatt   | Inside No. 9              | Gerri              | 1 epizód                                  |
| 2014      |                         | The Duchess of Malfi      | Malfi hercegnője   | tévéfilm                                  |
| 2016      | Anyám büszke lehet      | Some Mothers Do 'Ave 'Em  | Jessica Spencer    | 1 epizód                                  |
| 2018      | Városi legendák         | Urban Myths               | Marilyn Monroe     | 1 epizód                                  |
| 2018      | Gesztenye, a honalapító | Watership Down            | Clover (hangja)    | 4 epizód                                  |
| 2020      |                         | Unprecedented             | Ellie              | 1 epizód                                  |
| 2020      | Fekete nárcisz          | Black Narcissus           | Clodagh nővér      | minisorozat (3 epizód)                    |
| 2021–2022 | Alagi                   | Moley                     | Mona Lisa (hangja) | - 14 epizód - magyar hangja: - Ősi Ildikó |
| 2023      | Elkövetők               | Culprits                  | Dianne             | főszereplő                                |
| 2023–     |                         | Funny Woman               | Barbara Parker     | főszereplő és vezető producer             |

## Díjak és jelölések
St. Trinian’s – Nem apácazárda (2007)
- jelölés – Empire Award
- jelölés – National Movie Awards

A titánok harca (2010)
- jelölés – Teen Choice Awards

Perzsia hercege: Az idő homokja (2010)
- jelölés – Scream Awards
- jelölés – Teen Choice Awards

## Fordítás
- Ez a szócikk részben vagy egészben  a   Gemma Arterton című angol Wikipédia-szócikk fordításán alapul.  Az eredeti cikk szerkesztőit annak laptörténete sorolja fel. Ez a jelzés csupán a megfogalmazás eredetét és a szerzői jogokat jelzi, nem szolgál a cikkben szereplő információk forrásmegjelöléseként.